# Centre d'Atenció Primària (Móra la Nova)
El Centre d'Atenció Primària de Móra la Nova és un edifici de les darreres tendències, més concretament de l'Escola de Barcelona, d'ús sanitari ambulatori, ubicat a Móra la Nova, comarca de la Ribera d'Ebre. Està inclòs en l'Inventari del Patrimoni Arquitectònic de Catalunya.

## Descripció
Equipament públic destinat a ús sanitari i assistencial, està ubicat en un entorn de ciutat jardí, en un solar de petites dimensions. Presenta un volum compacte, en forma de prisma, i que presenta un cert ordre racionalista. Tot el conjunt es distribueix al voltant d'un espai central buit a doble alçada, al voltant de qual s'ubiquen totes les dependències: a l'interior, les sales d'espera, que reben llum zenital provinent d'aquest espai central; i situades perimetralment, hi trobem la resta de dependències. Les façanes exteriors són d'obra vista.
És una obra dels arquitectes Jordi Garcés i Brusés i Enric Sòria i Badia, construïda entre els anys 1986 i 1987. El mateix 1987 va rebre el Premi FAD d'Arquitectura.